# Železniční most (Hrob-Křižanov)
Železniční most se nachází na železniční trati Moldavské horské dráhy v km 141,844 v obci Hrob-Křižanov a je kulturní památkou České republiky.

## Historie
Na úseku železniční dráhy z Oseka do Hrobu byl v roce 1877 postaven přes údolí Křižanovského potoka kamenný most. Jeho projekt vypracoval železniční vrchní inženýr Jan Bydžovský, realizaci provedlo stavební podnikatelství Schön & Wessely. Most byl zapsán do Ústředního seznamu kulturních památek Česka pod samostatným číslem 43298/5-2604.

## Popis
Kamenný neomítaný most je dlouhý 52 metrů a má tři valené klenby z přitesaných kvádrů. Patky klenby nesou dva pilíře, které se mírně nahoru sužují až po kamennou římsu obíhající pilíř. Stejná jednoduchá římsa je i na koruně zdiva mostu.